# Asaf Jah VI.

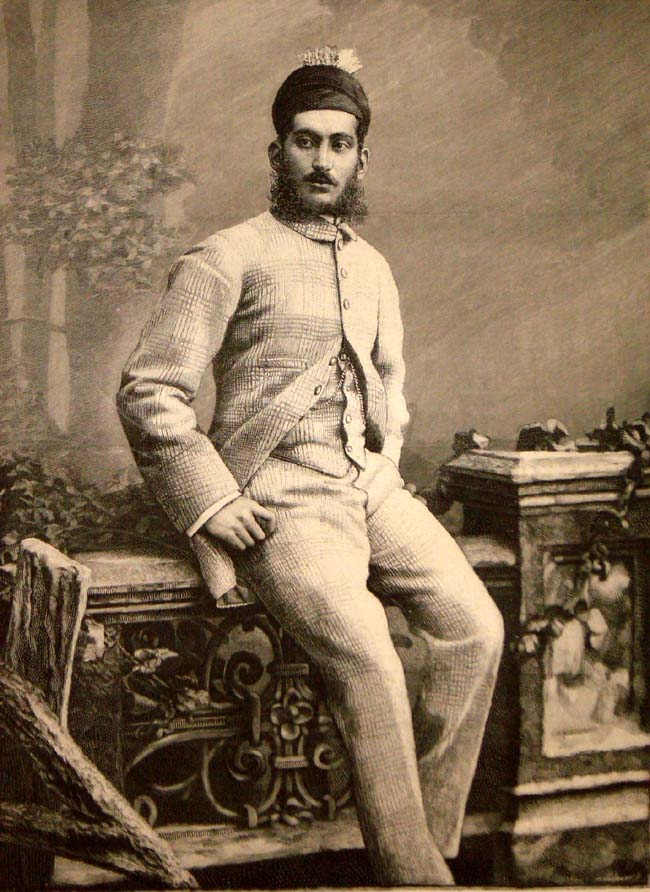
Asaf Jah VI.

Fath Jang Mahbub Ali II Khan Asaf Jah VI. (* 17. August 1866 im Purani Haveli von Hyderabad; † 29. August 1911 im Falaknuma-Palast von Hyderabad) war vom 28. Februar 1869 bis zu seinem Tode der Nizam des indischen Fürstenstaates Hyderabad und damit der protokollarisch höchststehende der indischen Fürsten zur Kolonialzeit. Seine vollständiger Titel, in der Tradition des Mogulhofes lautete: Lieutenant-General Asaf Jah, Muzaffar-ul-Mamalik, Rustam-i-Dauran, Arastu-i-Zaman, Nizam-ul-Mulk, Nizam-ud-daula, Nawab Mir Sir Mahbub Ali Khan Bahadur, Fath Jang, GCB, GCSI.

## Jugend

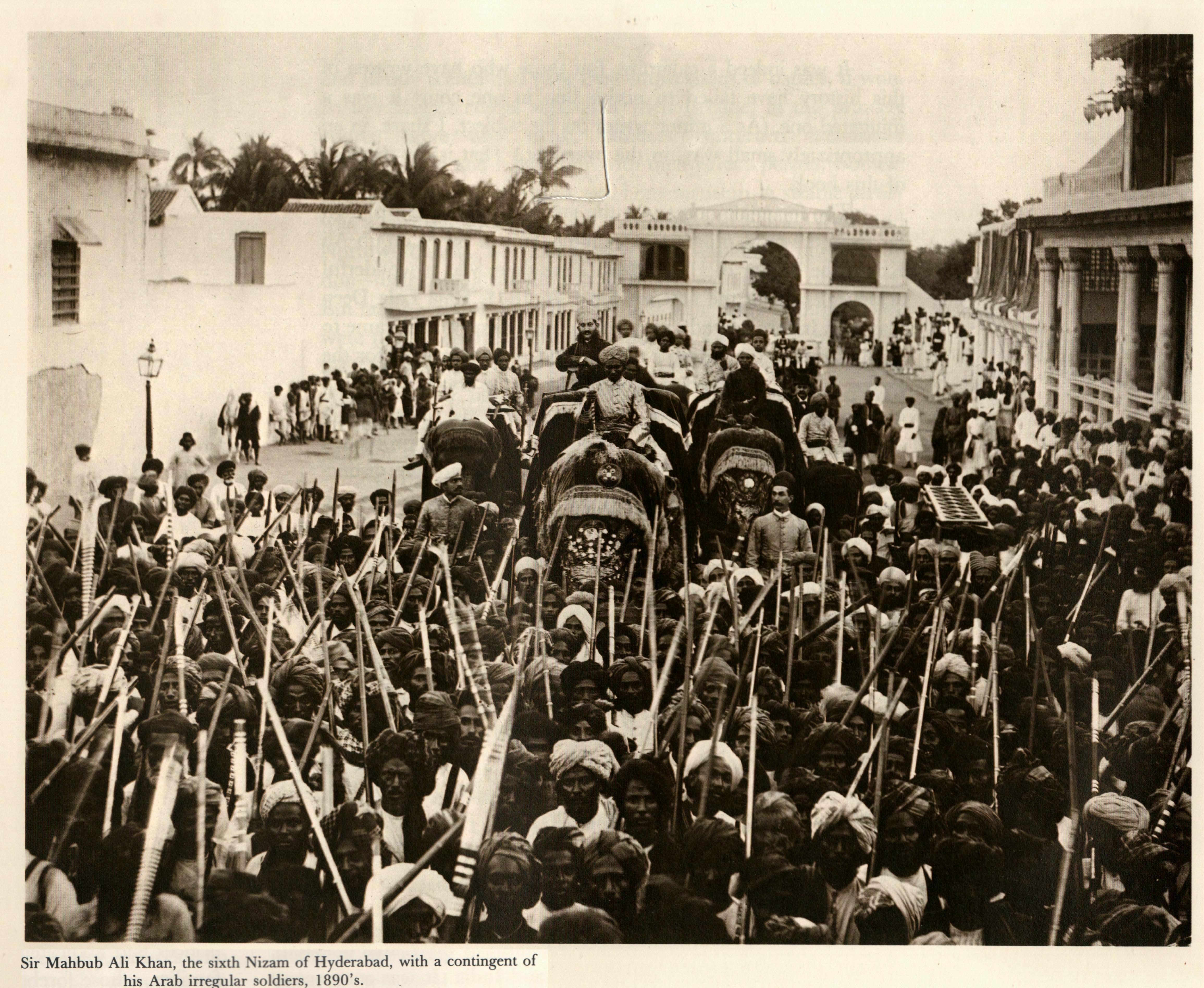
Seine Hoheit reiten einen Elefanten in einer Prozession von Moula Ali (ca. 1895).

Nachdem sein Vater Asaf Jah V. gestorben war, als der Knabe knapp drei Jahre alt war, kamen er und sein Reich unter die Regentschaft von Salar Jung I. zusammen mit Shams ul-Umara. Ausgebildet wurde er von Privatlehrern, unter anderem von den Brüdern John und Claude Clerke, beide Captains in der indischen Armee. Seinen ersten öffentlichen Auftritt hatte er 1877 in Delhi am Proclamation Day. Zu diesem Anlass erhielt er die Empress of India Medal in Gold. Der britische Vizekönig Lord Ripon, dem er bereits 1883 in Kalkutta vorgestellt worden war, stimmte der Investitur des 18-Jährigen zu, die am 5. Februar 1884 im Beisein des Vizekönigs in Hyderabad stattfand. Seine erste Frau war Begum Amat-uz-Zahrunnisa. Sein ältester Sohn starb 1887.

## Herrschaft

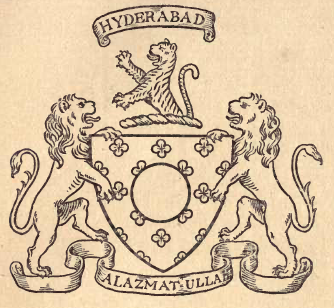
Wappen der Herrscher von Hyderabad zur Kolonialzeit

Die imperialistische Politik der Briten, die ihn dafür sehr schätzten, unterstützte er durch Truppenkontingente 1885 in Ägypten und das Angebot gegen eine erwartete russische Invasion (über Afghanistan) mit ins Feld zu ziehen sowie 600.000 Rs. zu zahlen. Dieses Angebot bildete den Anstoß zur Gründung der Imperial Service Troops, Kontingenten der fürstlichen Armeen, die seit 1889 den Briten zur Verfügung gestellt wurden. Sie dienten – unter britischen Offizieren – in den Kolonialkriegen beim Boxeraufstand, den ersten Feldzügen in Somaliland und an der Grenze zu Afghanistan.
Eine erste Abwendung von der absolutistischen Regierungsform kam am 20. Februar 1893 mit der Verkündung des Qanoon-cha-Mubarak, wodurch dem Diwan (Titel: Madar-ul-Moham) einige stellvertretende Minister (Moin-ul-Maham) beigegeben und ein Legislative Council, mit zunächst sechs ernannten Mitgliedern, geschaffen wurde. Dieses, in den Folgejahren erweiterte, durfte jedoch keine Gesetze initiieren, sondern nur vorgegebene Themen diskutieren und keinesfalls irgendetwas unternehmen, was die Rechte des Herrschers im Geringsten eingeschränkt hätte. An diesem Zustand änderte sich bis 1948 nichts. Der Staat war von den verheerenden Hungersnöten 1898 und 1900–02 (offiziell 1,5 Mio. Verhungerte) mit den folgenden Epidemien stark betroffen. Insofern wirtschaftliche Entwicklung – im kapitalistischen Sinne – stattfand, war sie auf die Hauptstadt und den umliegenden Bezirk (Atraf-i-Balda) beschränkt. Diese Gebiete, etwa ein Zehntel des Landes, war als Sarf-i-kas-Land das Privateigentum des Nizam. In finanziellen Dingen konnte er extrem großzügig, aber auch naiv sein, weshalb es seinem Polizeichef ein Leichtes war, ihn 1887 bei der Vergabe der Bergbaukonzession an die Hyderabad (Deccan) Company um 125.000 £ zu betrügen. Der Nizam trug ein Kleidungsstück nur dann zweimal, wenn es in Paris gereinigt worden war und reservierte zwei Stockwerke eines Flügels des Palastes für Garderobe. Von Pferderennen und den aufkommenden Automobilen war er begeistert. Drei der angeschafften Rolls-Royce wurden noch von seinem Sohn bei dessen silbernen Thronjubiläum eingesetzt.
In seine Herrschaft fallen das Abkommen, das es den Briten erlaubte, die seit 50 Jahren „gepachtete“ Provinz Berar ihren Central Provinces anzugliedern. Am 28. September 1908 verursachte der über die Ufer tretende Musi verheerende Schäden in der Hauptstadt.
An Lord Curzons Delhi Durbar 1903 nahm er mit einer Leibgarde von 50 Berittenen und 200 Mann Fußvolk teil. S. M. Kaiser Wilhelm II. geruhten 1911 ihm den preußischen Roten Adler-Orden überreichen zu lassen.
Er starb 46-jährig nach einem Schlaganfall im Falaknuma-Palast. Begraben ist er, wie seine Vorgänger, in der Mekka-Moschee von Hyderabad.